# Artefacto (arqueologia)

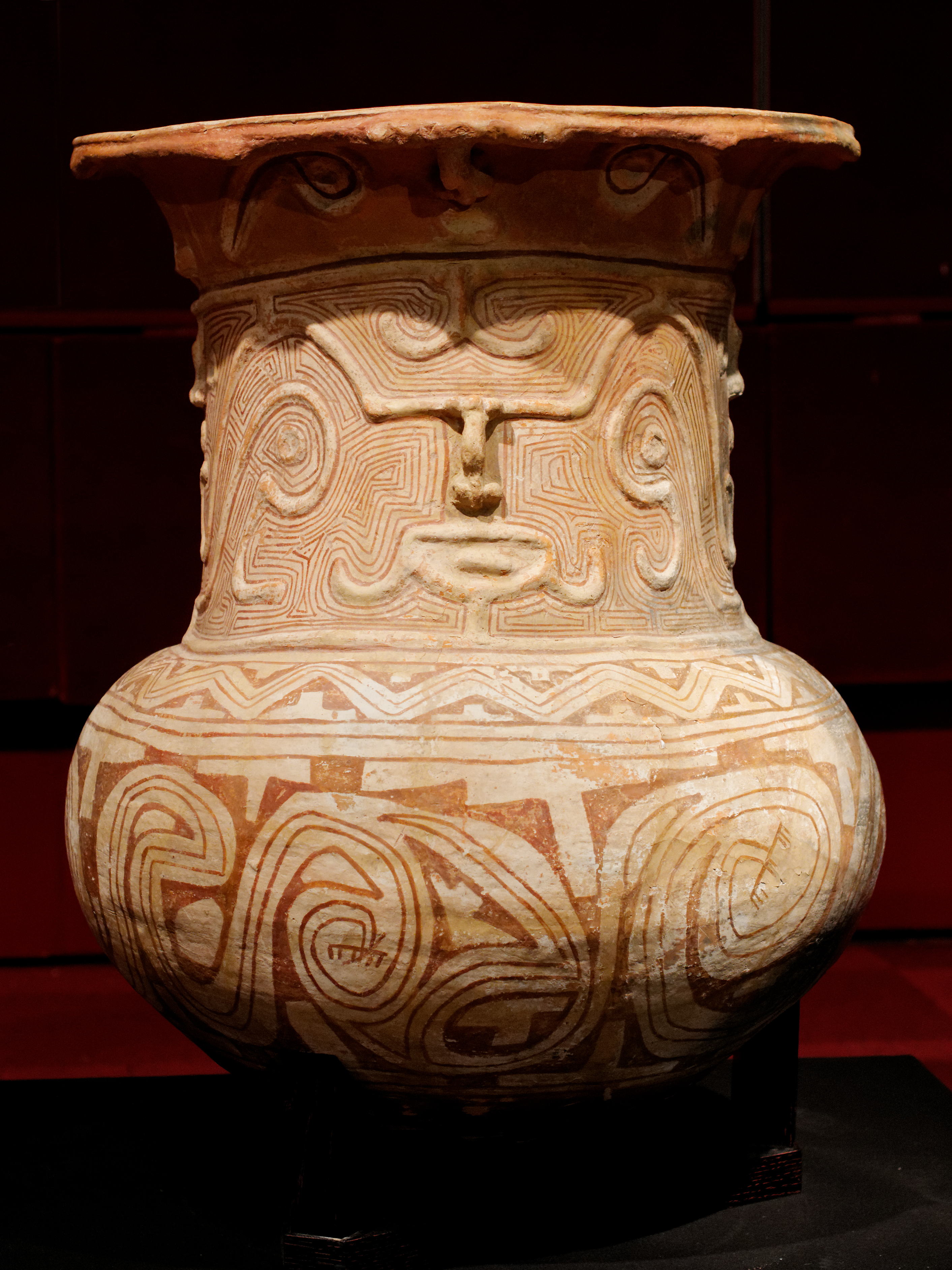
Urna funerária pertencente a Cultura Marajoara encontrada na ilha do Marajó, Brasil

Artefacto (português europeu) ou artefato (português brasileiro), em arqueologia, é qualquer objeto feito ou modificado por seres humanos. Esses objetos fornecem, através de pesquisas e análises arqueológicas, diversas informações sobre as sociedades humanas a qual pertenceram ou pertencem, indo desde características de sua tecnologia a aspectos de suas culturas. Um conjunto de artefatos forma uma cultura arqueológica ou cultura material.

## Caraterização

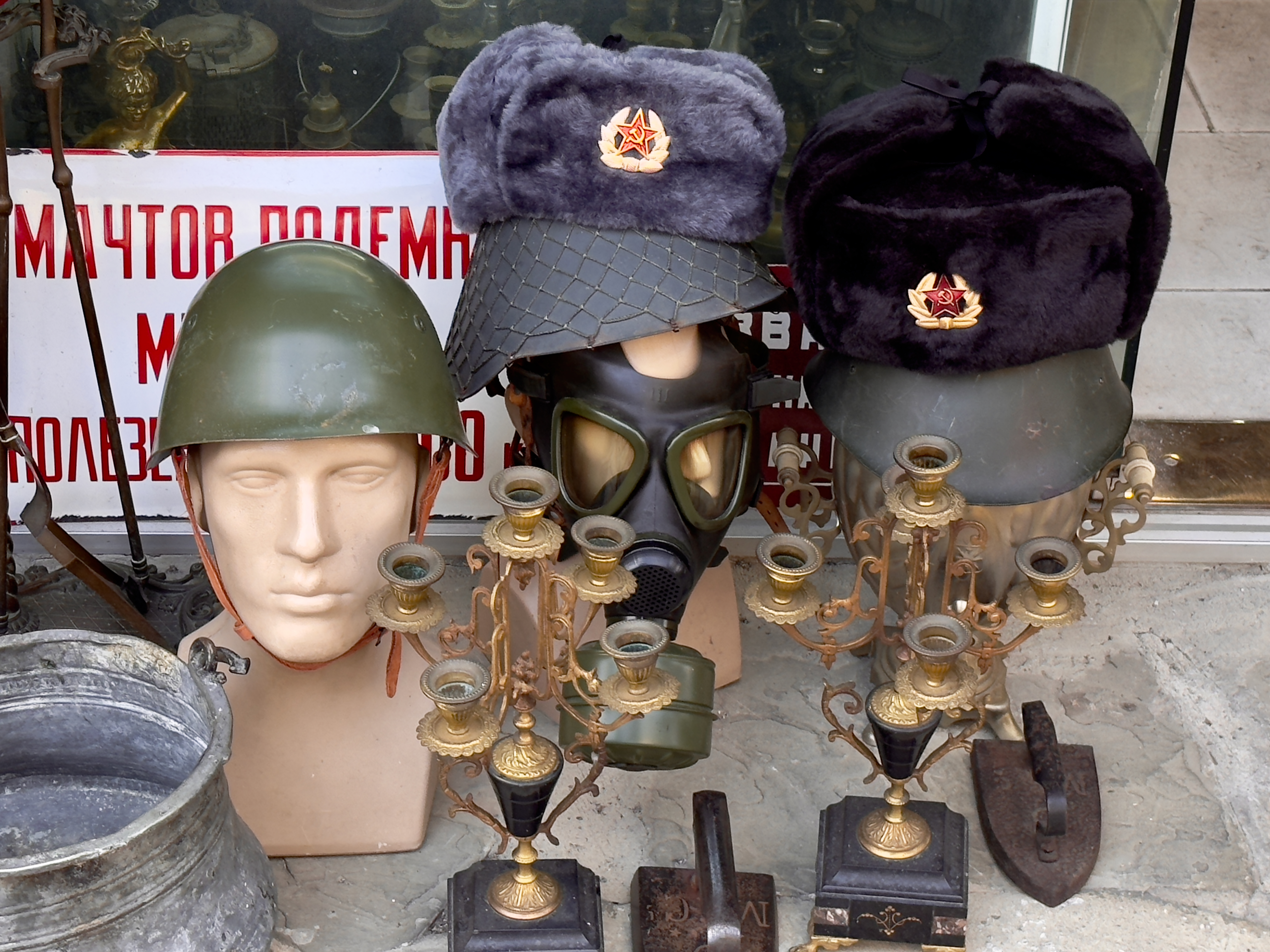
Artefatos militares soviéticos e alemães-orientais à venda em um antiquário.

Os artefatos podem possuir diversas formas e tamanhos, além das mais variadas funções, sendo necessário um cuidado minucioso dos profissionais de arqueologia para não os confundir com os ecofatos. Os ecofatos ou biofatos são quaisquer materiais orgânicos que não sofreram alterações tecnológicas humanas encontrados em sítios arqueológicos, podendo ser originário da flora ou da fauna.  Alguns exemplos são ossos de animais, sementes de plantas, insetos, moluscos, raízes, pólen, entre outros. Mesmo que não tenham sido modificados por seres humanos, o estudo desses materiais em conjunto com o estudo dos artefatos pode contribuir bastante para a pesquisa arqueológica.
Os artefatos podem incluir, mas não se limitar:
- As ferramentas líticas, conhecidas também como ferramentas de pedra;
- As ruínas de construções;
- As peças cerâmicas, como as urnas funerárias e vasos;
- As ferramentas talhadas em ossos;
- Os itens de adorno pessoal, como as joias e peças de vestuário;
- Os monumentos megalíticos;
- Os documentos escritos;
- A  Arte Rupestre, representada por pinturas e gravuras;
- Os objetos feitos à base de metais, como armas de fogo, facas, moedas, armaduras, talheres, entre outros;
- As peças de cerâmica;
- As estátuas e estatuetas;
- As obras de arte;
- As construções como casas, castelos, templos, muralhas, barragens, pontes, entre outras;
- Veículos de transporte.

Vale ressaltar que os artefatos nem sempre serão um objeto individual, eles também podem ser um conjunto de objetos. São exemplos dessa categoria as cidades e a própria paisagem, que é constantemente modificada e ressignificada  pelos seres humanos. Além disso os artefatos estudados pela arqueologia não precisam ser necessariamente relacionados as civilizações do passado, mesmo que esse seja o foco da maioria de suas pesquisas, a arqueologia também estuda a cultura material das civilizações do presente, ou seja, da sociedade moderna.
Os artefatos são encontrados em locais denominados de sítios arqueológicos, e podem vir de qualquer contexto arqueológico ou fonte, tais como:
- Sepultamentos;
- Sambaquis;
- Naufrágios;
- Obras de construção;
- Cavernas;
- Abrigos sob rocha;
- Locais de pouso prolongado ou aldeamento

Para os profissionais de arqueologia os artefatos possuem uma importância extrema, sendo eles um dos principais focos da pesquisa arqueológica, pois são a representação material do comportamento humano socialmente padronizado. Estes podem ser classificados em duas categorias inicialmente: os instrumentos/ferramentas (facas, agulhas, rolamentos, entre outros) e as facilidades (roupas, adornos, abrigos, potes, entre outros).
O arqueólogo Lewis Binford propôs uma divisão dos artefatos em três classes com funções econômicas, sociais e ideológicas. Os “tecnômicos”, usados diretamente em interações com o ambiente físico, os “sociotécnicos” que possuem uma função social simbólica e “ideotécnicos” que estão relacionados com as ideologias sociais. Seguindo essa linha de raciocínio um machado seria um artefato tecnômico, pois é utilizado para interagir com o meio ambiente ao extrair madeira, a coroa de um monarca é um artefato sociotécnico pois simboliza uma posição social e seu poder politico, e uma estatueta religiosa seria um artefato ideotécnico por representar a ideologia de uma doutrina.
A forma como o artefato encontrado em um sítio arqueológico vai ser analisado e estudado dentro de uma investigação arqueológica vai depender do tipo do artefato em questão. Os matérias líticos exigem uma analise com metodologias de pesquisa próprias, bem como as louças, a arte rupestre, a cerâmica, os monumentos e as ruinas. Essas metodologias podem ser adaptadas para melhor atender à necessidade investigativa da pesquisa em desenvolvida. O estudo arqueológico funciona em uma perspectiva interdisciplinar, contando com conhecimentos e metodologias de pesquisas de diversas áreas da ciência, que são aplicadas desde os trabalhos realizados em campo, na escavação arqueológica, até a investigação feita dentro dos laboratórios.

## Artefatos líticos

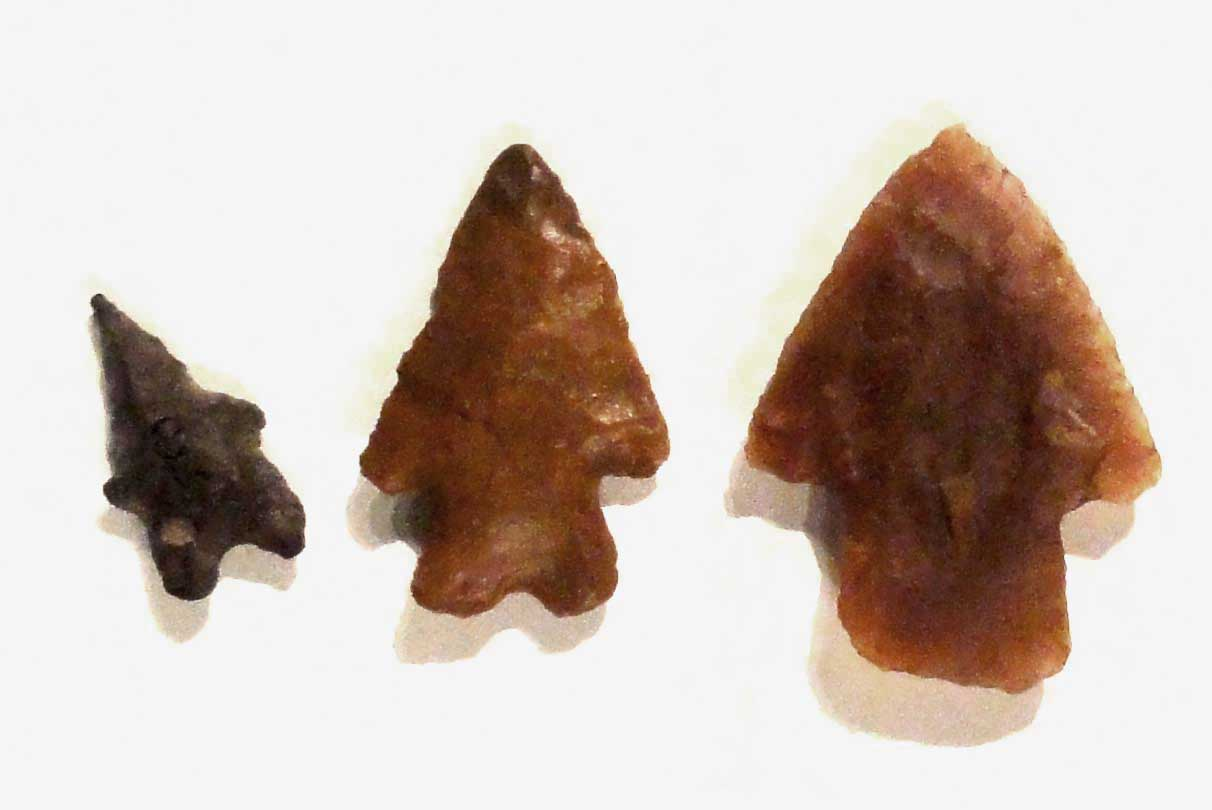
Pontas de seta lascadas pertencentes à Tradição Umbu

Um artefato lítico ou ferramenta de pedra]], é no sentido mais geral, qualquer ferramenta feita parcial ou totalmente utilizando pedra como matéria-prima. Embora sociedades e culturas dependentes de ferramentas de pedra ainda existam na atualidade, a maioria das ferramentas de pedra está associada a culturas pré-históricas (particularmente da Idade da Pedra ) que foram extintas. Os arqueólogos frequentemente estudam essas sociedades pré-históricas e se referem ao estudo de ferramentas de pedra como análise lítica. A etnoarqueologia tem sido um campo de pesquisa valioso para aprofundar a compreensão e as implicações culturais do uso e fabricação de ferramentas de pedra.[carece de fontes?]
A pedra foi usada para fazer uma grande variedade de diferentes ferramentas em toda a história, incluindo pontas de seta, pontas de lança e moinhos. A maioria das ferramentas foram feitas para ajudar na sobrevivência e colheita de materiais. A mais antiga ferramenta de pedra registrada foi encontrada na Turquia, revelando que os seres humanos passaram pela portal da Ásia para a Europa muito antes do que se pensava anteriormente, há cerca de 1,2 milhões de anos.[carece de fontes?]

## Artefatos cerâmicos

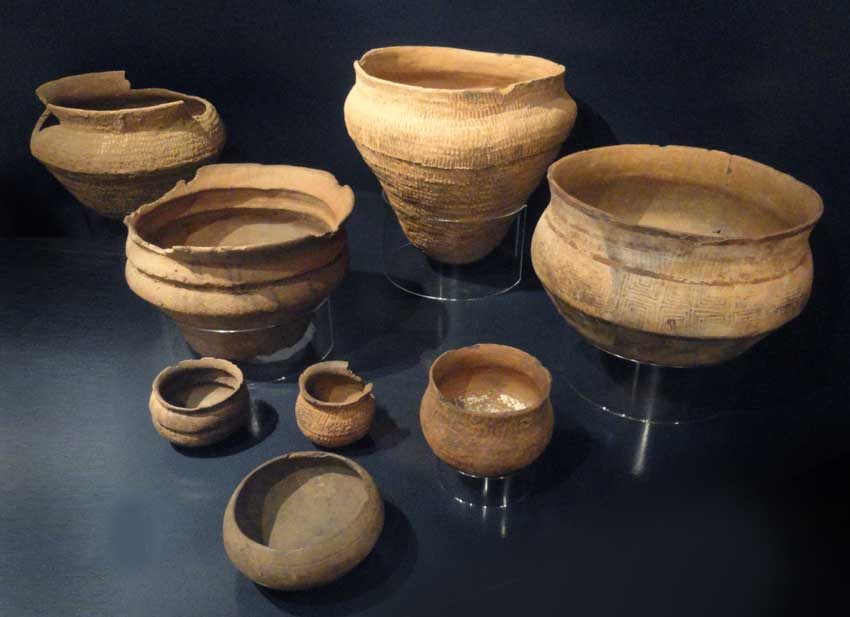
Cerâmica Tupi-Guarani. Peças do acervo do Museu da UFRGS

A cerâmica existe desde as mais antigas épocas, sendo parte da humanidade desde o início.[carece de fontes?] A palavra vem do grego "keramiké", derivado de "keramos" que significa "argila queimada". A cerâmica é a técnica de manufatura mais antiga da história, tendo o resultado de uma mistura de barro com água, que depois de moldada é endurecida no fogo, acompanhando a história do homem, mostrando registros sobre civilizações e culturas que existiram milhares de anos antes. Nas tumbas de faraós egípcios foram encontrados vários vasos cerâmicos, na China antiga aparecem estátuas de guerreiros.
Os artefatos cerâmicos são encontrados com frequência no contexto arqueológico dos sítios e passaram a caracterizar as técnicas de compreensão das dimensões culturais das sociedades do passado. As cerâmicas são referências arqueológicas de conteúdo socioeconômico que podem ser utilizadas para distinguir culturas e como identificador de grupos étnicos.
Embora restos de rocha e materiais cerâmicos possam ser comparados etnograficamente e arqueologicamente em termos de propriedades, classificação, continuidade e variabilidade, é difícil encontrar comparações arqueológicas para produtos de penas, fibras vegetais, tecidos e outros materiais orgânicos. Mas todas essas coisas fazem parte da experiência humana, e estudá-las ajuda a entender a relação entre o homem e a matéria.
Os estudos cerâmicos apresentam vários elementos técnicos que possibilitam a identidade de um grupo de ceramistas. Outros fatores de formação de identidade incluem a distribuição espacial dos grupos e o tipo de enterro. A arqueologia estuda o passado usando artefatos e outras evidências físicas como fonte primária de dados. Isso permite o estudo de pessoas onde se tem ausência de escrita, bem como civilizações letradas. A cerâmica é verdadeiramente universal. Os vasos de cerâmica têm sido um item básico desde que os humanos começaram a fazer a transição de um estilo de vida nômade para um totalmente sedentário. Principalmente associada ao lar, a cerâmica sempre desempenhou um papel importante nas famílias e comunidades.
Fazer cerâmica a partir de argila cozida é a mais amplamente utilizada de todas as técnicas antigas e pode ser feita em uma variedade de formas e funções. Recipientes de cerâmica foram usados para armazenar substâncias tanto secas quanto líquidas, onde podiam ser usados para cozinhar, comer e beber. No mundo greco-romano, como em muitos outros povos, a cerâmica não era apenas usada, tinha o seu reconhecimento. Este é um método que pode ser visto não apenas em santuários e túmulos, mas também em contextos domésticos.

### Artefatos cerâmicos no Brasil
No Brasil existem peças cerâmicas de civilizações muito antigas, como por exemplo, o assentamento dos Tupi-guarani em Pernambuco,que vem sendo estudado desde a década de 1980, com estudos caracterizando seu perfil técnico, padrões de assentamento, mobilidade e dispersão. Sítios localizados em diferentes contextos ambientais divididos por diferentes regiões geográficas do estado foram selecionados para enfatizar a importância do estudo da iconografia indígena, especialmente dos grupos de peças cerâmica tupi-guarani do estado de Pernambuco.
Apesar de estarem em diferentes contextos ambientais, as peças se assemelham à decoração policromada da cerâmica e mostram fragmentos de vasos com desenhos pictóricos, levando os estudiosos a concluir que eram característicos desse grupo indígena. Essa tendência está relacionada à visão de que esses grupos seguem regras construídas culturalmente, o que sugere que a reprodução dessas características é uma marca da tradição tupiguarani.Os sítios selecionados pertencem a diferentes municípios e estão subdivididos pela mesorregião, Sertão (Araripina) 

## Artefatos de matéria-prima animal
Os artefatos provenientes de matéria-prima faunística são frequentemente encontrados no registro arqueológico, principalmente quando são associados aos grupos caçadores coletores. O grupo desse tipo de artefatos é compostos por tecidos duros como dentes, ossos, ovos, chifres, conchas, e ótolitos.

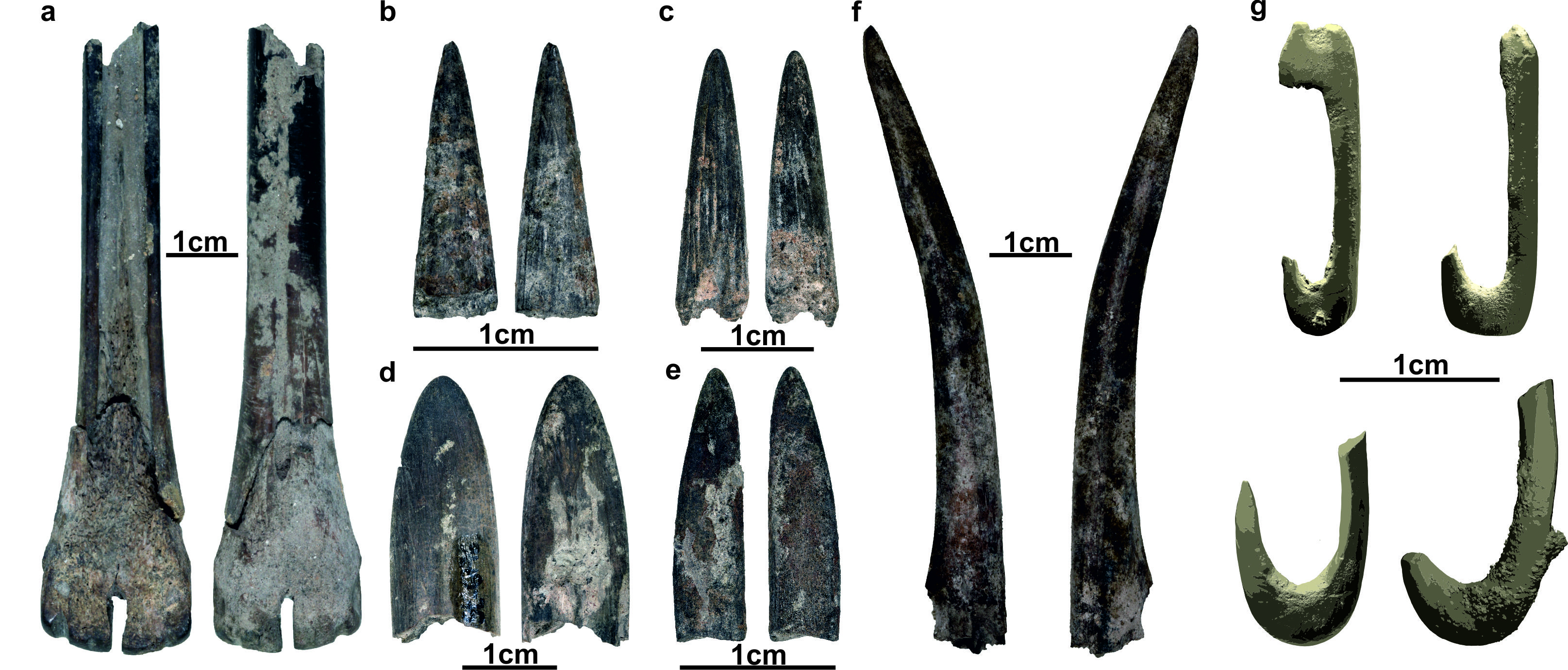
Artefatos de ossos encontrados no sítio arqueológico Lapa do Santo, Brasil

Esses tipos de artefatos são estudados por uma área de pesquisa especifica da arqueologia, denominada de zooarqueologia. O objetivo da zooarqueologia é estudar as relações dos animais com as sociedades humanas, evidenciando a exploração desse recurso na vida cotidiana e suas relações econômicas, politicas e sociais. Essa área de pesquisa recebe contribuições de conhecimentos de outras ciências como a paleobotânica, bioarqueologia,  biologia, zoologia, química e geologia.
Através do estudo dos vestígios faunístico é possível obter informações sobre a subsistência humana, a paleoecologia e os processos de formação dos Sítios Arqueológicos.

## Artefatos de ossos
Os ossos humanos e de animais foram utilizados como fonte de matéria-prima na confecção de ferramenta por vários povos. A manufatura de artefatos feitos  com ossos é diversa, indo desde ornamentos de dentes a ossos pendurados em colares associados principalmente a confecção de acompanhamentos funerários.
Na Pré-história, a sua utilização dessas ferramentas de ossos, geralmente, estava ligada as praticas de caça. Esses instrumentos foram feitos de formas especificas, com ossos específicos e para usos específicos e para os mais diversos fins.
Os artefatos ósseos não são tão abundantes no registro arqueológico como  os líticos e as cerâmicas devido a sua conservação por longo períodos de tempo ser complicada pelo fato de serem originários de matéria organica, mas mesmo assim representam uma parte importante dos artefatos feitos em materiais perecível, como é o caso de cestarias, artefatos em couro ou em madeira.
Algumas instituições de pesquisas, como as universidades, possuem acervos com coleção de ossos de animais, que servem de base comparativa na identificação de ossos para os estudos de grupos taxômicos. As coleções de referências de ossos são essenciais na prática de identificação dessas ferramentas provenientes de contextos arqueológicos.  A Direção-Geral do Patrimônio Cultural (DGPC), um órgão patrimonial que protege e assegura os bens culturais de Portugal, para o usufruto de presentes e futuras gerações, conta com uma linha de laboratórios especializados: as coleções de referências Zooarqueológicas encontra-se no laboratório de Arqueociência que envolve diferentes áreas disciplinares que se completam.
No Brasil os estudos são desenvolvidos no laboratório de arqueologia do IPA, onde atualmente as coleções são depositadas em acervos no laboratório de zooarqueologia.

### Exemplos de artefatos ósseos no Brasil
Pesquisas realizadas em  sítios arqueológicos de grupos caçadores-coletores do sudeste e sul do Brasil  trazem estudos preliminares de artefatos ósseos. Dentre essas pesquisas se destacam trabalhos desenvolvidos três sítios de abrigos sob rochas demonstram uma preferência por ossos de cervídeos para a confecção desses artefatos. Os sítios citados são Lapa do Santo, em Minas Gerais, Tunas, no Paraná e Gerivaldino, no Rio Grande do Sul.
Dentre os artefatos feitos em ossos encontrados nesses três sítios arqueológicos estão: um fragmento de chifre de Blastocerus dichotomus (sítio Garivaldino); ponta feita em metatarso de Mazama sp. (sítio Tunas); fragmento de ponta óssea feita em metapodial de Mazama sp. (sítio Lapa do Santo); espátula feita em metatarso de Mazama sp.. (sítio Lapa do Santo); e pressor feito em chifre de Ozotoceros bezoarticus (sítio Garivaldino).
O fragmento de chifre de Blastocerus dichotomus do sítio Garivaldino apresenta fraturas longitudinais comumente causadas por percussão indireta. Assim como o pressor feito em chifre de Ozotoceros bezoarticus encontrado no sítio Garivaldino, que se encontra carbonizado e com apenas o ápice da ponta desgastada. Marcas de raízes resultantes de processos pós deposicionais também foram observadas nas análises.

### Exemplo de artefatos ósseos em Portugal
Em Portugal se destaca no assunto o sítio arqueológico Castro da Azougada, um sítio dedicado à exploração agropecuária e de recursos fluviais. Em sua escavação da década de 1940, foram recolhidos 20 artefatos confeccionados em ossos. Esse conjunto é constituído por peças trabalhadas utilizando conchas marinhas e restos de mamíferos de dimensão superior à do coelho. A indústria óssea confirma a preconização de atividades pesqueiras, revela uma produção têxtil local e a prática de potenciais religiosos. Na escavação de 2016, foram verificadas a condições geológicas propícias à conservação de ossos e conchas.
Das peças trabalhadas nesse sítio cita-se: agulhas em ossos polidos, conchas perfuradas, cossoiros de osso, anzol bi‑apontado e um osso longo de um mamífero de pequeno porte, decorado com uma malha de losangos delimitados por uma linha reta que lhes é perpendicular na zona que se interpreta como sendo a parte proximal do artefato.

### Indumentárias

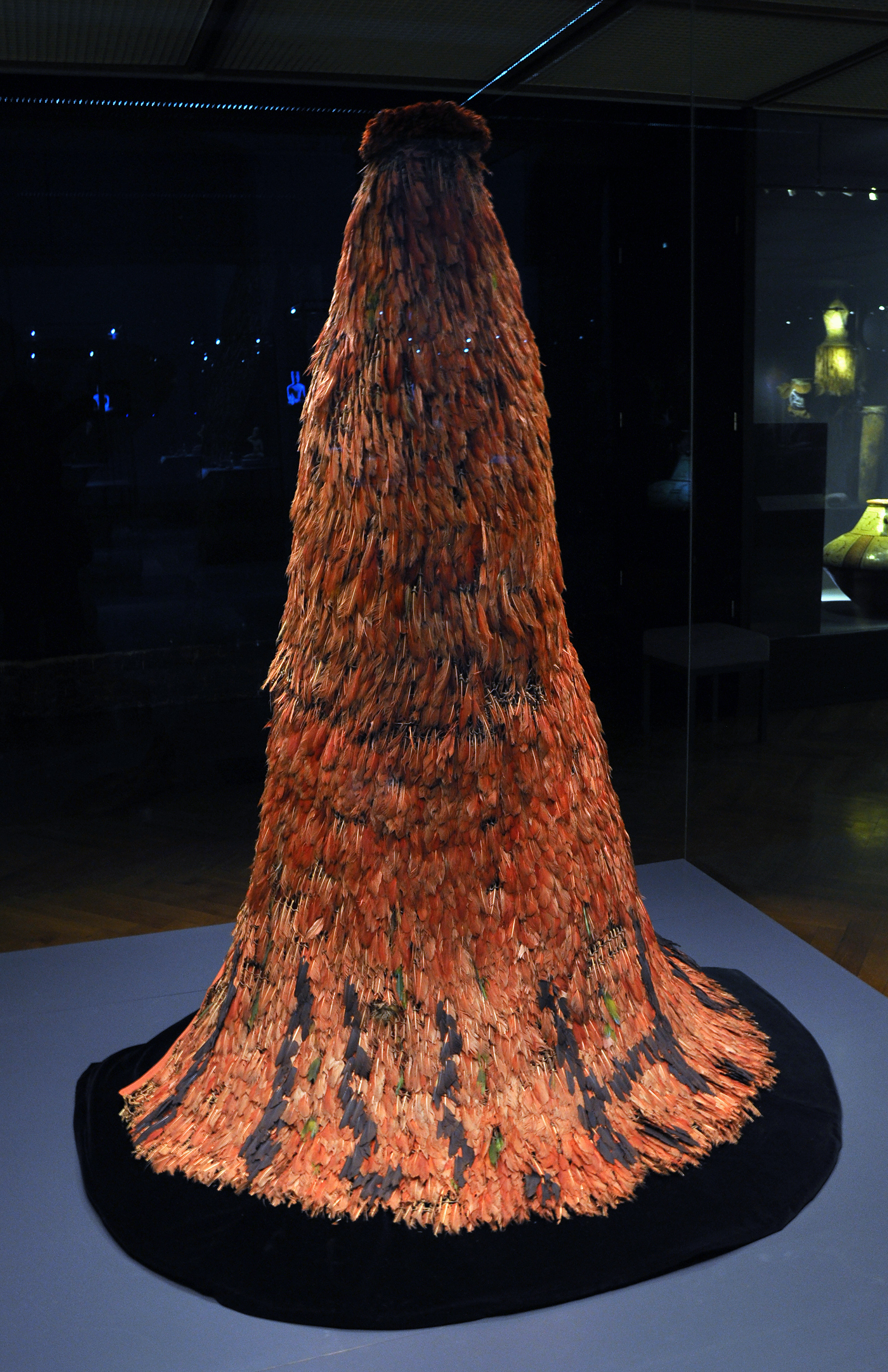
Manto Tupinambá mantido do acervo do Museu de Arte e História de Bruxelas, Bélgica

Apesar de as escavações arqueológicas serem o principal meio de resgatar artefatos de um sítio arqueológico, existem casos de artefatos que não estão na lista de materiais inumados (enterrados), como no caso do mantos tupinambás, que foram levados para fora do Brasil no período colonial.
Os mantos tupinambás confeccionados pelos povos indígenas Tupinambás entre os séculos XV e XVI, são um otimo exemplo de artefatos confeccionados com matéria-prima animal. Essas mantos são compostos  principalmente por plumagens de aves e fibras naturais. Atualmente há seis exemplares desses mantos espalhados em diferentes países da Europa, distribuídos em museus na França,Dinamarca, Itália, Bélgica, Alemanha e Suíça. Com o passar do tempo e as consequências do sistema de colonização a técnica de produção desses mantos se perdeu entre os povos Guaranis ainda vivos. Atualmente instituições de pesquisa e salvaguarda de artefatos, e pesquisadores brasileiros lutam para que os mantos Tupinambás sejam repatriados  a sua terra e ao seu povo de origem.

## Louças do período colonial brasileiro
As louças configuram artefatos arqueológicos importantes por serem “produtos” padronizados, que apresentam períodos de produção específicos, atuando como indicadores cronológicos do espaço de tempo no qual o sítio arqueológico foi ocupado. As louças também servem como indicativo social, das práticas sociais, por exemplo, a alimentação e todos os significados que ela carrega.

### Análise arqueológica das louças

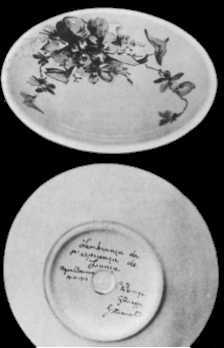
Peça comemorativa da inauguração da Fábrica de Louças Santa Catharina. Representa a primeira peça de louça industrializada no Brasil, com assinaturas de Ranzini, Zappi e Miniati.

Como normalmente as louças são encontradas fragmentadas, a análise mais utilizada é a de NMP (número mínimo de peças). O número mínimo de peças (NMP) é fundamental para evitar distorções na quantificação dos dados de uma amostra arqueológica de louças. Porém fica a critério do pesquisador o método que melhor se adequa a sua pesquisa. O método consiste em agrupar os fragmentos que possivelmente comporia uma determinada peça.  Outras formas de analises são feitas a partir da formula para datações médias para louças  e do tipo de pasta (faiança, faiança fina, porcelana, grês, etc.), tratamento de superfície, cor, esmalte, técnica decorativa, decoração, tipo de peça, tipo de fragmento.
Diferentes tipos de metodologias, teorias e fontes tem sido utilizadas para interpretar esses vestígios arqueológicos. Na maior parte dos casos, o posicionamento teórico dos pesquisadores brasileiros tem oscilado entre a arqueologia processual e a arqueologia pós processual, sendo possível perceber, inclusive, tendências nas quais essas duas correntes são apresentadas como complementares.

### Louças brasileiras
As louças encontradas no Brasil, em sua maioria são provenientes da Europa (Portugal, Inglaterra, França, Espanha), que acabaram vindo parar nos sítios arqueológicos brasileiros através do comércio de importação e exportação durante o período colonial. A faiança e a porcelana brasileira apenas recentemente têm sido analisadas nas pesquisas arqueológicas do país. São raros os estudos que se dedicaram sobre esses materiais, assim como, são raras as referências feitas a estas peças. Isso não quer dizer que elas não existam, mas sim, que o olhar dos pesquisadores, durante algum tempo, cegou sobre as mesmas.

## Artefatos contemporâneos

### Miçangas

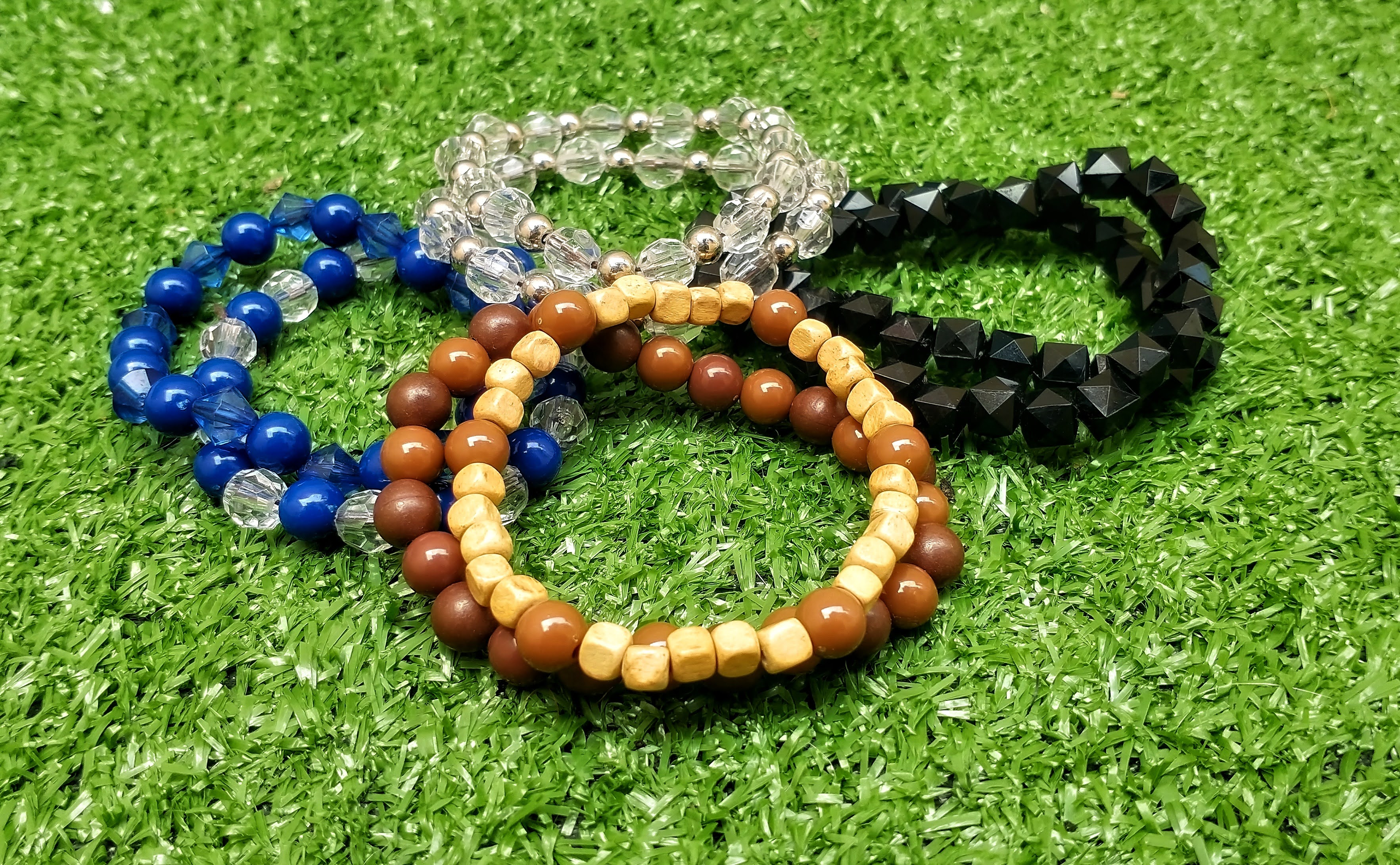
Pulseiras feitas com miçangas

A palavra miçanga vem do idioma xhosa “masanga”, que significa “contas de vidros miúdas”. Atualmente as miçangas são utilizadas na confecção de objetos artesanais como colares, pulseiras, tornozeleiras e brincos, utilizados como acessórios de beleza.
Na antiguidade as miçangas eram utilizadas na produção de acessórios para as pessoas que não podia arcar com joias feitas com materiais mais nobres, como as pedras preciosas. Tendo sua diversidade de cores, brilho, durabilidade, tamanhos e formas como pontos mais atrativos. No Brasil, elas chegaram ao século XVI pelas mãos de grupos franceses que comercializavam com os povos indígenas tupinambás, logo após várias tribos se apropriaram das miçangas em suas culturas, criando seus próprios costumes e mitos em torno delas.
Nos anos 2000, as miçangas passaram a fazer parte de tendências de moda, normalmente associadas a um visual mais praiano no verão. Elas também são muito utilizadas por artistas hippies como matéria prima na confecção de bijuterias, tendo um caráter artesanal e artístico. As miçangas são feitas com diversos materiais, como madeira, cerâmica, pedras e plásticos, sementes, penas, dentes, conchas, cristais. As cores, as texturas e acabamentos são muito diversos sendo elas brilhantes, metalizadas, lisas e estampadas. Seus tamanhos variam entre 2 mm a 30 mm.

### Cerâmicas na contemporaneidade

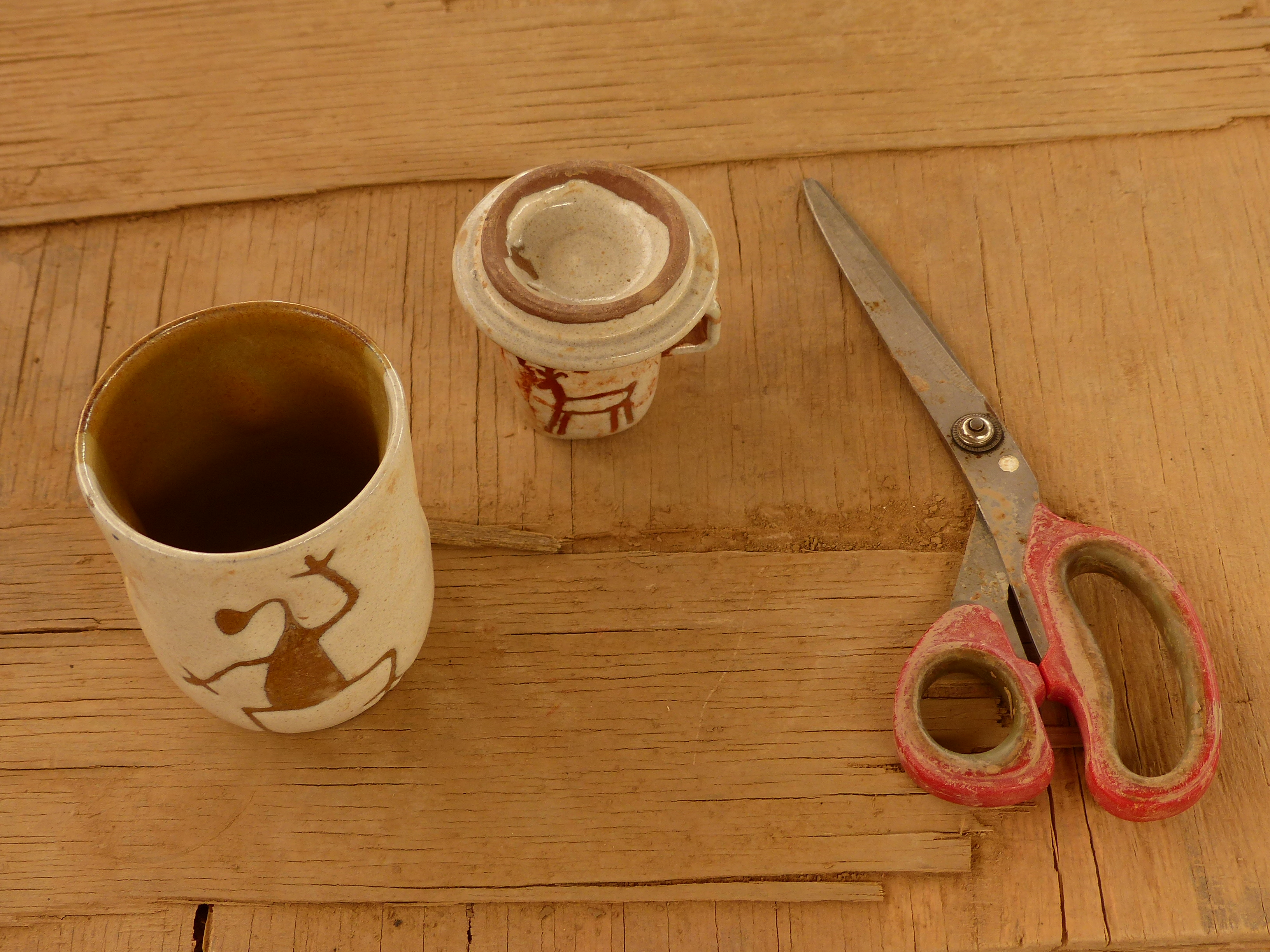
Cerâmica típica produzida na região de São Raimundo Nonato retratando as pinturas rupestres no estilo encontrado nos paredões dos sítios arqueológicos da Serra da Capivara

A cerâmica é comum em quase todas as culturas, isto por causa da abundância de matéria prima na natureza, dando a facilidade de trabalhar com as mãos e a durabilidade, as primeiras cerâmicas tinham formas simples que serviam para transportes e armazenamento, como utilitário na necessidade do homem, utilizando uma ferramenta para ele comer, com o passar do tempo ganhou formas mais bonitas inclusive de humanos, animais e com motivos religiosos.
A cerâmica é uma arte ancestral que acompanha a evolução da humanidade, atualmente existem materiais e processos muito avançados para a sua produção de peças e obras de arte. O primeiro registro de cerâmica brasileira iniciou na cidade Marajó no Pará a partir da cultura indígena, onde a cerâmica era altamente elaborada tendo uma especialização artesanal que tinha técnicas como raspagens, modelagens e pinturas.
Atualmente a sua produção existe praticamente em todas as regiões do país, hoje tendo a sua utilização como matéria prima de instrumentos domésticos, construções civis, usada nas mãos de artistas (artesãos) para fazer objetos, louças de mesa como xícaras, pratos, jarros, vasos, fazendo parte de nosso dia a dia. No município de São Raimundo Nonato, onde está localizada o famoso Parque Nacional da Serra da Capivara, por exemplo, é comum encontrar em lojas de souvenir produções de peças cerâmicas confeccionadas por artistas locais. Essas produções muitas vezes trazem representações em desenhos das pinturas rupestresencontrados nos paredões rochosos do parque.[carece de fontes?]

### Cordas, tapetes e cestas de palhas

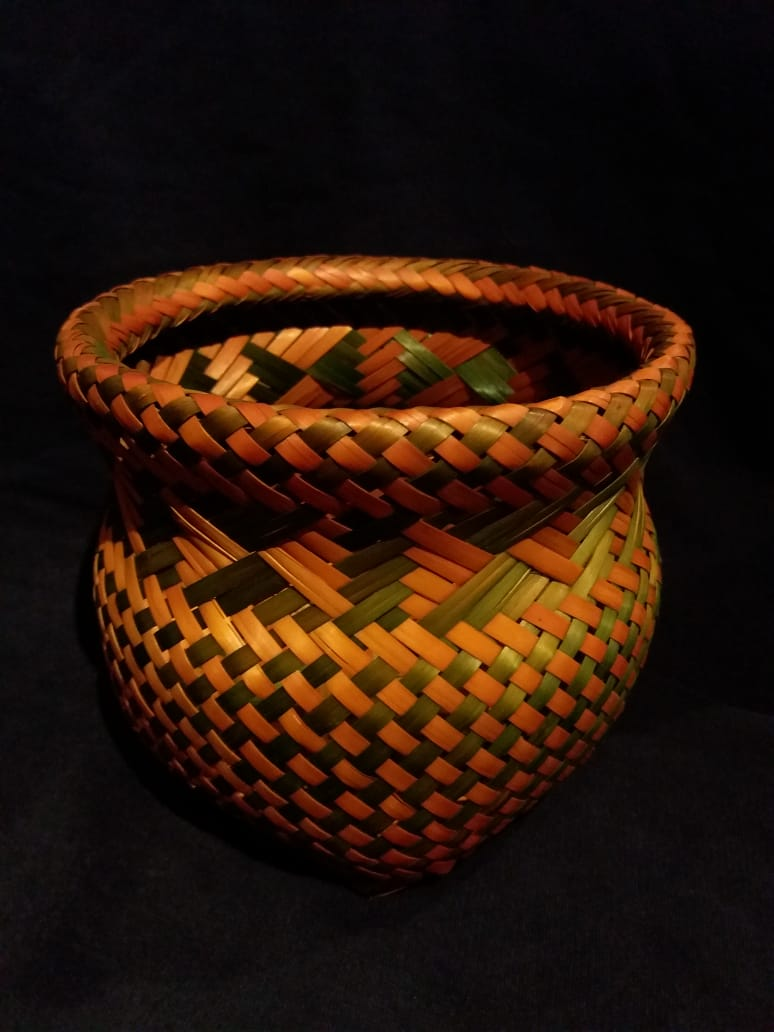
Cesto guarani confeccionado com lasca de taquara nas cores natural e tingidas de verde trançadas segundo a técnica do sarjado cuja trama produz padrões geométricos em sua superfície. A peça faz parte do acervo do Museu do Índio, Brasil.

As fibras vegetais são utilizadas de diversas formas e maneiras, consideradas típicas de povos agricultores e de comunidades indígenas.  Além de ser uma fonte de renda, é também uma atividade relaxante, permitindo a expressão da criatividade do artesão para produzir.
São exemplos dessa categoria:[carece de fontes?]
1. A palha de carnaúba, que vem da carnaúba, uma palmeira do semiárido do Nordeste do Brasil, símbolo do Estado do Ceará, conhecida como “árvore da vida“. Sua palha é muito utilizada nas peças artesanais como cestas, descansos e bolsas, tornando-a importante fonte de renda da população local.
2. A palha de milho, retirada na colheita das espigas de milho. Ao invés de descartadas as palhas são utilizadas para produção de artesanato. Os cordões das peças são compostos pelas palhas de milho emendadas uma a uma, proporcionando peças leves e delicadas, dando aos produtos rusticidade e beleza.
3. A piaçava, uma palmeira nativa da Bahia. Sua fibra é utilizada na fabricação de vassouras, e sua palha no artesanato, tendo o processo de manipulação da palha começando com a colheita, depois a palha é desfiada, cozida, tingida e por fim trançadas dando origem as cestarias.
4. A palha de ouricuri ou licuri é empregada na confecção de cestas, porta joias e acessórios para a mesa. O trançado do Ouricuri reúne saberes de origem indígena, como o tingimento natural e muitas vezes estão aliadas a outras tipologias, como o entalhe em madeira.
5. A taboa é uma planta altamente adaptável e abundante, cresce em brejos e mangues e serve como matéria prima de muitos artesãos por todo o Brasil. Sua fibra sendo durável e resistente, é utilizada na confecção de tapetes, bolsas, pufes e cestas em geral.